# Cantone di La Trinité
Il cantone di La Trinité è una divisione amministrativa situato nel dipartimento e regione della Martinica.

## Comuni
- La Trinité